# Паул Круцен
Паул Јозеф Круцен (хол. Paul Jozef Crutzen; Амстердам, 3. децембар 1933 — Мајнц, 28. јануар 2021) био је холандски хемичар. Добио је Нобелову награду за хемију 1995. године за радове о озонском омотачу и климатским променама и за популаризовање термина Антропоцен. Био је члан Шведске краљевске академије наука.